# Kumar Sanu
Kumar Sanu, nato Kedarnath Bhattacharya (Calcutta, 23 settembre 1955), è un cantante indiano.
È noto come cantante in playback dei film in lingua hindi e in lingua bengali; in particolare dei film di Bollywood degli anni '90 e dei primi anni 2000.
Ha vinto il Filmfare Award nella categoria "miglior cantante in playback maschile" per cinque anni consecutivi, dal 1991 al 1995.
Nel 2009 il Governo dell'India lo ha insignito del Padma Shri, la quarta più alta onorificenza civile della Repubblica indiana.